# ガール・カフェ・ガン
『ガール・カフェ・ガン』（英語：Girl Cafe Gun）は、中華人民共和国のゲーム会社・西山居世游開発によるスマートフォン用ゲームアプリ、およびそのシリーズ。ジャンルはアクションRPG。
2016年に第1作『少女咖啡枪』が中国にて配信された。日本ではシリーズ第2作『双生视界：少女咖啡枪II』からのリリースで、2の邦題が「ガール・カフェ・ガン」とされている。以下第1作（日本版未配信）『少女咖啡枪』をGCG1、第2作『双生视界』をGCG2と略す。

## シリーズ概要
西山居の成都スタジオ（成都西山居世游科技）が開発を行っている。
2010年代半ばから中国大陸で多く見られるようになった「中国製日系ゲーム」（日式遊戯）の1タイトル。GCG1では単に「日本の漫画・アニメをイメージした作風」と言うだけでなくキャラクターデザインの大槍葦人、主題歌のfripSideなど日本側からもスタッフを起用して製作されていた。
GCG1は中国大陸版のみの配信となり、2020年2月4日にサービスを終了した。
GCG2はマーベラスが日本版の運営権を取得し、中国大陸に先行して配信された。日本版は2021年8月31日にサービスを終了している。

## GCG1
第1作『少女咖啡枪』（簡体字：、英語：Girl Cafe Gun）は、2016年に中国大陸でサービスを開始した。運営は西山居の親会社に当たる金山軟件（Kingsoft）が行っている。音声は中国語（普通話）と日本語の二か国語から選択可能だが、ゲーム中のテキストは簡体字中文のみ対応。
Twitterでは開発段階から公式アカウントを設置して日本語での情報発信を行っていたが、日本版の正式サービスは行われなかった。ただし、iOS版はApp Storeの配信に地域制限を設けずに日本からもダウンロード・プレイ可能とされていた。Android版はGoogleが中国市場から撤退しているためGoogle Playには登録されていないが、ゲームの公式サイト上でAPKファイル（いわゆる「野良アプリ」）が直接ダウンロード可能となっている。

### ゲーム内容
原因不明の大爆発によって壊滅した都市を舞台に、惨禍をまぬがれた主人公のロココたち学園の有志が被害の少なかった「萌カフェ」を拠点として市街を徘徊するゾンビやロボットと戦う。主人公は「萌カフェ」の店長で、ロココたちを指揮しながらゾンビに占領された街を取り戻すのがゲームの目的。
フィールドは3DCGで描き込まれた市街地で、日本語で書かれた看板や神社をイメージした背景もある。イベント会話以外では、プレイヤー・敵のどちらもQ版（ちびキャラ）状態となっている。ゾンビを倒す手段は主に銃撃で、最大3種類の銃が装備可能。攻撃は敵に近付くと自動で狙撃するが、同じ銃を使い続けると弾切れを起こす場合がある。

## GCG2
シリーズ第2作『双生视界：少女咖啡枪II』は2019年9月にサービスが開始された。マーベラスが日本版の運営権を獲得し、『ガール・カフェ・ガン』のタイトルで先行配信を行っている。中国大陸版はBilibili運営により『双生视界：少女咖啡枪II』として同年11月にサービス開始。その後、2020年4月に台湾・香港・マカオ版がKomoe Game運営にて『少女咖啡槍』としてサービスが開始された。
ストーリー上は、日本版未配信の前作と直接の繋がりを持つ続編となっている。
2021年8月31日をもって日本版のサービスを終了。台湾・香港・マカオ版は2022年6月20日にサービス終了となった。
中国大陸版は2022年6月8日に最終アップデートを実施したが、その後も継続したゲームプレイは可能とされている。

## 登場人物
声優は日本語 / 中国語（普通話）音声（GCG2は日本語音声のみ収録）。

### 1の登場人物
主人公
声 - なし
元軍人で「萌カフェ」の店長。市街を襲った大爆発の惨禍から奇跡的に生還し、義妹のロココや焦土と化した街で保護したコーネリアたちを側面から支援する。
ロココ
声 - 釘宮理恵 / 山新
6月14日生まれの16歳。主人公の義理の妹。武器商人の父親と軍人だった兄の影響で銃に詳しく、街を襲った大爆発の後に義兄を頼って「萌カフェ」を拠点に仲間たちとゾンビ軍団への反抗を開始する。
コーネリア
声 - 茅原実里 / 李姗姗
12月28日生まれの14歳。戦場で孤児となったところを傭兵に保護された過去を持つ寡黙な少女。大爆発の直後に市街でゾンビに取り囲まれたところを主人公とロココに救出され、仲間に加わる。
ジュノ・エモンズ
声 - 沢城みゆき / 季冠霖
4月1日生まれの18歳。アメリカ合衆国出身。14歳の時に全米ユースの射撃大会で優勝した腕前を持つスナイパー。
ノーラ・ムーン
声 - 井口裕香 / 唐小喜
10月10日生まれの25歳。ロココに家庭教師としてピアノを教えている。普段はおっとりしているが、唐突に物騒なことを口にする場合がある。
蘇 小真（スー・シャオチェン）
声 - 米澤円 / 陈丽阳
2月12日生まれの16歳。中国出身で、実家は中国武術の師範を代々務めている。大人気のアイドルだが仕事が多忙のため、同年代の友達がいないことが悩みだった。趣味は食べ歩きで、特に水餃子と饅頭が好物。
菊理 千姫（きくり ゆき）
声 - 能登麻美子 / 刘校妤
8月30日生まれの15歳。神社で世間から隔絶されて育てられた巫女で、一般常識に疎いことを気にしている。

### 2の登場人物
ジムカ
声 - 南條愛乃
アイリーン・ホワイト
声 - 堀江由衣
イーコス・キレニア
声 - 田村ゆかり
ジムユウ
声 - 佐倉綾音
リタ・ロメロ
声 - 植田佳奈
グルニエ・デラサール
声 - 茅野愛衣
ジョウ・シジュウ
声 - 鬼頭明里
アニヤ・ユング
声 - 長縄まりあ
キャロ
声 - 悠木碧
唯
声 - 能登麻美子

## 評価
GCG1
4Gamer.net（Aetas）のレビューでは「スマホ向けでありながらクォータービューのシューティングゲームとして完成度が高く，武器の育成要素やマルチプレイも搭載されているので，遊び応えも十分。“騙されたと思って”一度はプレイしてみてほしい」と評している。
ファミ通App（Gzブレイン）では「メインビジュアルからして日本人受けしそう」「PVでまず目を惹くのが、大槍葦人氏の繊細なイラストの魅力はそのままに、どこまでもなめらかに動くキャラクターのLive2D表現。日本でもLive2Dを使ったゲームはあるが、ここまでぬるぬる動くLive2Dのトップレベルの表現力を体感できるゲームはそうそうない」と、中国製ゲームの品質向上を印象付けるゲーム作品3タイトルの1つに本作（他の2作は『崩壊3rd』と『ミニミニ三国志軍団』）を挙げている。

### GCG2
- ガール・カフェ・ガン（マーベラス） （日本語）
  - ガール・カフェ・ガン公式 (@gcg_jp) - X（旧Twitter） （日本語）
- 双生视界：少女咖啡枪II（Bilibili, 中国大陸版） （簡体字中国語）
- 少女咖啡槍 GIRL CAFE GUN（Komoe Game, 台湾・香港・マカオ版） （繁体字中国語）

### GCG1
- 少女咖啡枪 （簡体字中国語）
  - 少女咖啡枪 - 新浪微博（簡体字中国語）